# Nagymargita

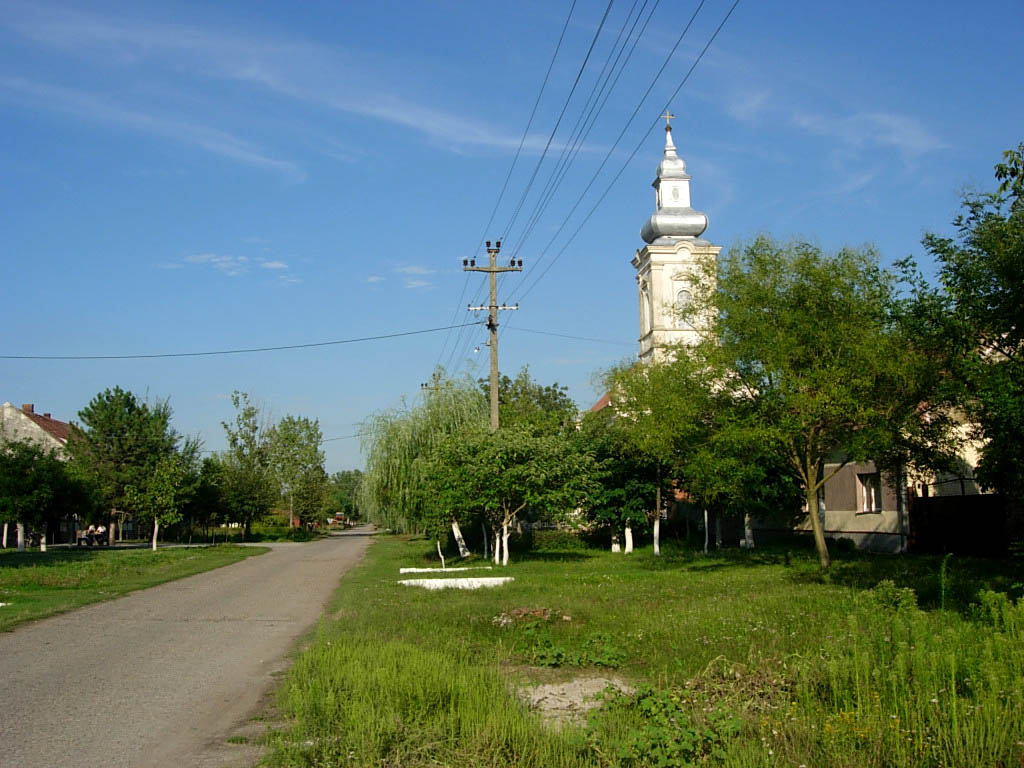
A görögkeleti (román) templom

Nagymargita (szerbül Маргита / Margita, románul Mărghita, németül Groß Margit) település Szerbiában, a Vajdaságban, a Dél-bánsági körzetben, Zichyfalva községben.

## Jegyzetek

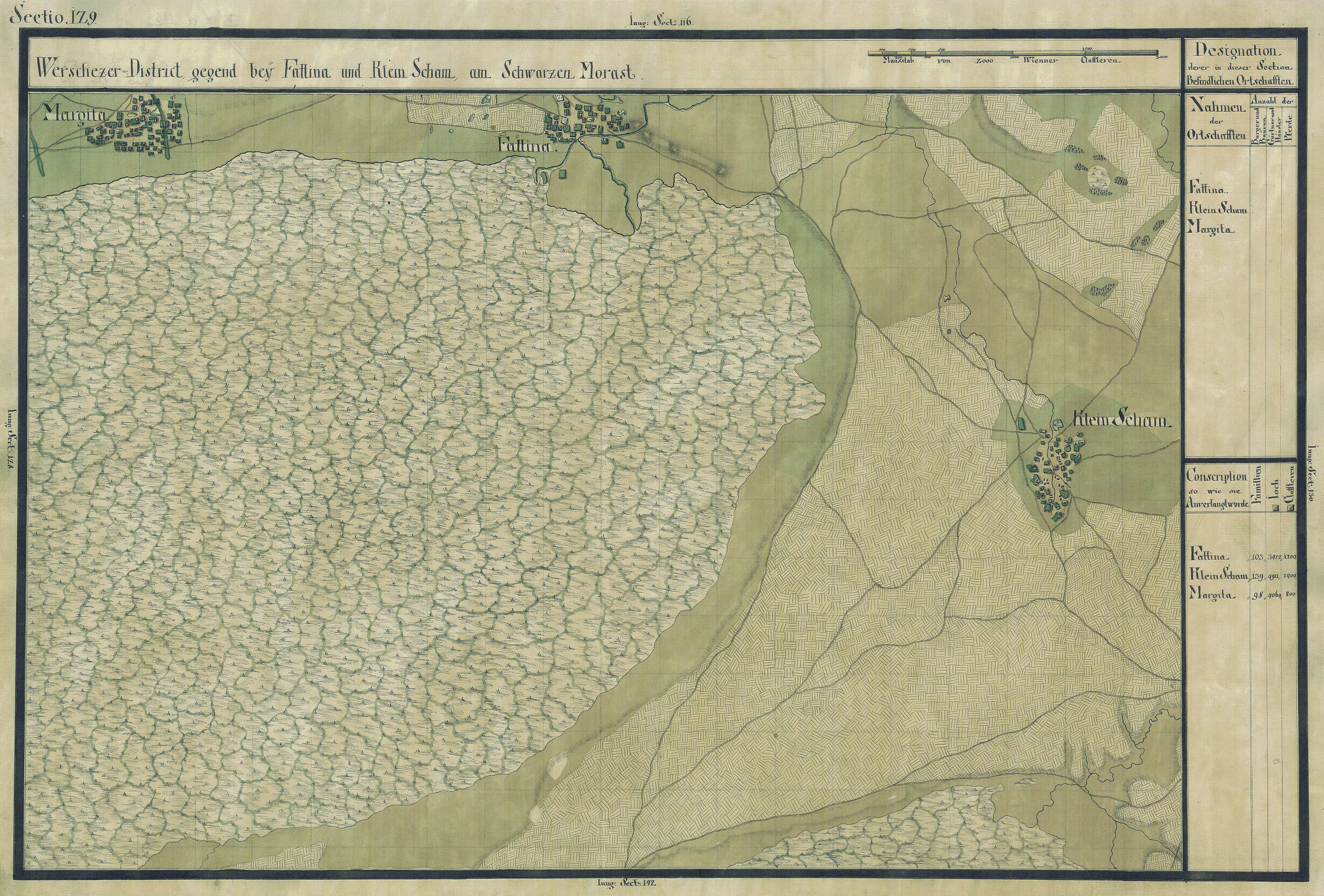
Nagymargita egy régi térképen

## Népesség

### Demográfiai változások
| 1948 | 1953 | 1961 | 1971 | 1981 | 1991 | 2002 | 2011 |
| ---- | ---- | ---- | ---- | ---- | ---- | ---- | ---- |
| 1863 | 1975 | 1998 | 1827 | 1550 | 1313 | 1047 | 924  |